# 2015年の航空
< 2015年
2014年の航空 - 2015年の航空 - 2016年の航空
2015年の航空（にせんじゅうごねんのこうくう）とは、2015年（平成27年）に起こった航空関係の予定をまとめたページである。

## 出来事の一覧

### 1月
- 1月15日
  - （就航）エアバスA350 XWBをカタール航空が世界初就航[1]
- 1月28日
  - （経営破綻） スカイマークエアラインズが東京地方裁判所に民事再生法の適用を申請し経営破綻、西久保慎一社長が退任し新社長に有森正和取締役が就任[2][3][4]。

### 2月
- 2月1日
  - （路線撤退） ヴァージン・アトランティック航空が成田発ロンドン行901便を最後に日本路線から撤退[5]。
- 2月5日
  - （航空事故） トランスアジア航空GE235便(ATR 72-600)が台北松山空港（台北市）を離陸直後に墜落（詳細）[6]。

### 3月
- 3月24日
  - （航空事故） ジャーマンウイングス9525便(A320-211)がフランスのアルプス山脈に墜落（詳細）

### 4月
- 4月2日
  - （就航） タイガーエア台湾が、台北―成田線に就航
- 4月14日
  - （航空事故） アシアナ航空のエアバスA320型機が、広島空港に着陸時に滑走路を逸脱（詳細）

### 6月
- 6月29日
  - （就航） タイガーエア台湾が、台北―那覇線に就航
- 6月30日
  - （航空事故） インドネシアのメダンで、スウォンド空軍基地を離陸直後のインドネシア空軍のC-130輸送機が住宅街に墜落、100人以上が死亡[7]。

### 8月
- 8月16日
  - （航空事故） インドネシア東部パプア州で、トリガナ航空267便が墜落。

- 8月28日
  - （航空事故） 第一航空のDHC-6-400 ツインオッターが粟国空港で事故[1]

### 10月
- 10月31日
  - （航空事故） エジプトのシャルム・エル・シェイク国際空港を離陸したロシアのメトロジェット9268便(A321,224人)が墜落。

### 11月
- 11月4日
  - （航空事故） アントノフ12型輸送機が南スーダンのジュバ空港を離陸直後に墜落。
- 11月11日
  - （初飛行） 三菱航空機のMitsubishi SpaceJetが名古屋空港で初飛行[8]。

### 12月
- 12月23日
  - （納入）HondaJetが初納入[1]